# Harley-Davidson XA

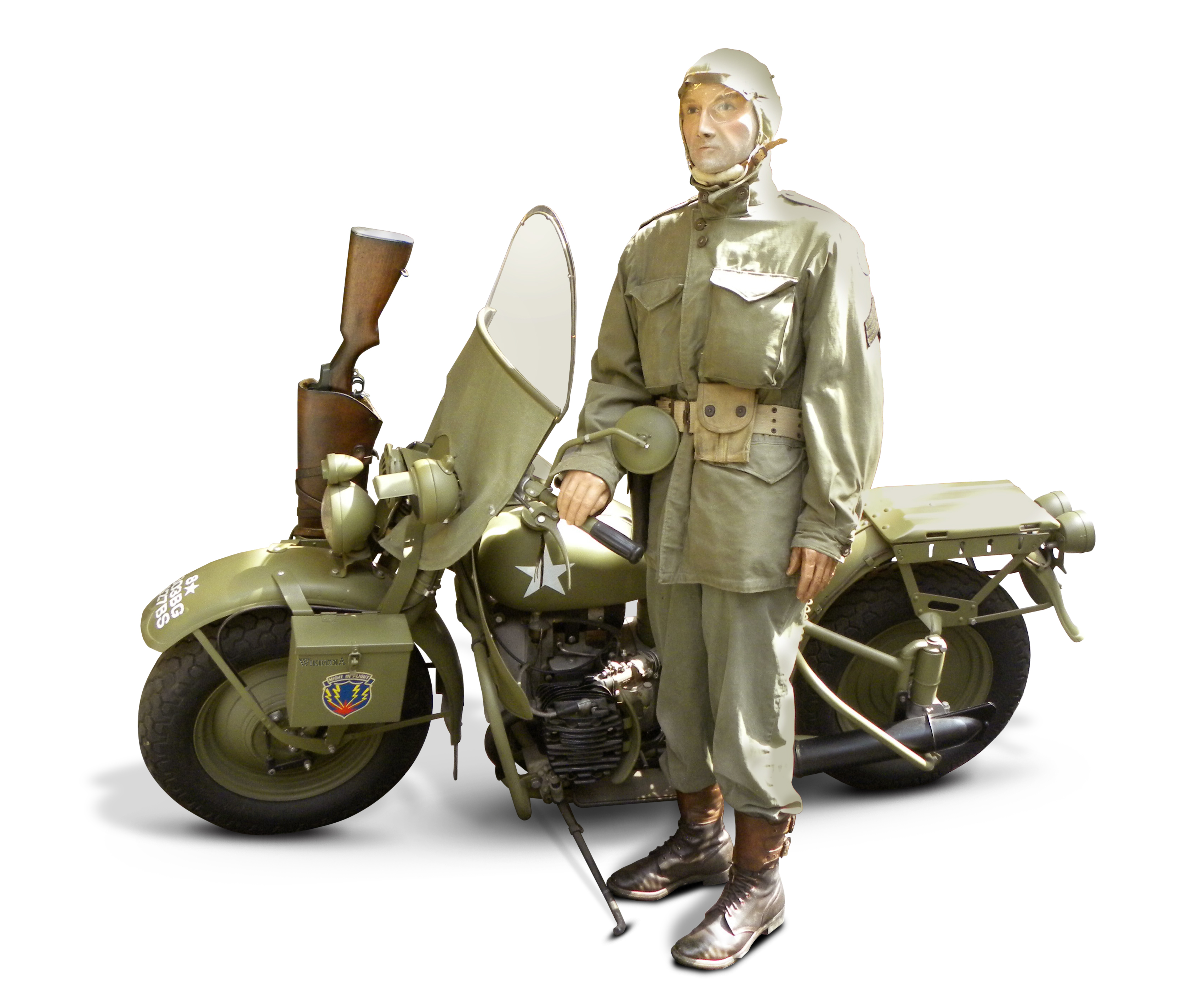
In dem Holster an der Vordergabel wurde eine Ordonnanzwaffe transportiert: Bei Militärpolizei die Thompson MP, bei anderen Einheiten, z. B. Kradmeldern meist der M1 Carbine. Bei dieser Maschine ist es das M1 Garand.

Die Harley-Davidson XA war ein Motorrad des US-amerikanischen Motorradherstellers Harley-Davidson.

## Geschichte
Das Kriegsministerium der Vereinigten Staaten (englisch United States Department of War) beauftragte 1941 die führenden Motorradhersteller in den
USA mit der Entwicklung eines schweren Militärmotorrades mit Kardanantrieb.
Harley-Davidson entwarf die XA, Indian stellte die 841 vor. Über 1000 XA wurden gebaut und getestet; letztlich entschied sich das Kriegsministerium gegen die schweren Militärmotorräder und setzte zukunftsweisend auf den ¼-ton 4 × 4 truck – bekannt geworden als Willys MB Jeep.

## Technik
Harley-Davidson orientierte sich offensichtlich an der zivilen BMW R 71, die ab Februar 1938 verkauft wurde. Dabei wurde am Motor, am Getriebe und am Hinterradantrieb die gesamte Auslegung bis ins Detail übernommen.

### Motor und Getriebe
Harley-Davidson konstruierte einen neuen Zweizylinder-Boxer-Viertaktmotor mit seitlichen Ventilen und längs liegender Kurbelwelle. Diese Bauweise ermöglichte einen tiefen Schwerpunkt, begünstigte den geforderten Kardanantrieb, da nur ein Winkeltrieb (am Hinterrad) erforderlich war, und bot im Vergleich zu V2-Motoren einen guten Massenausgleich.
Das fußgeschaltete Getriebe mit vier Gängen in einem Tunnelgehäuse war direkt am Motorblock angeflanscht.

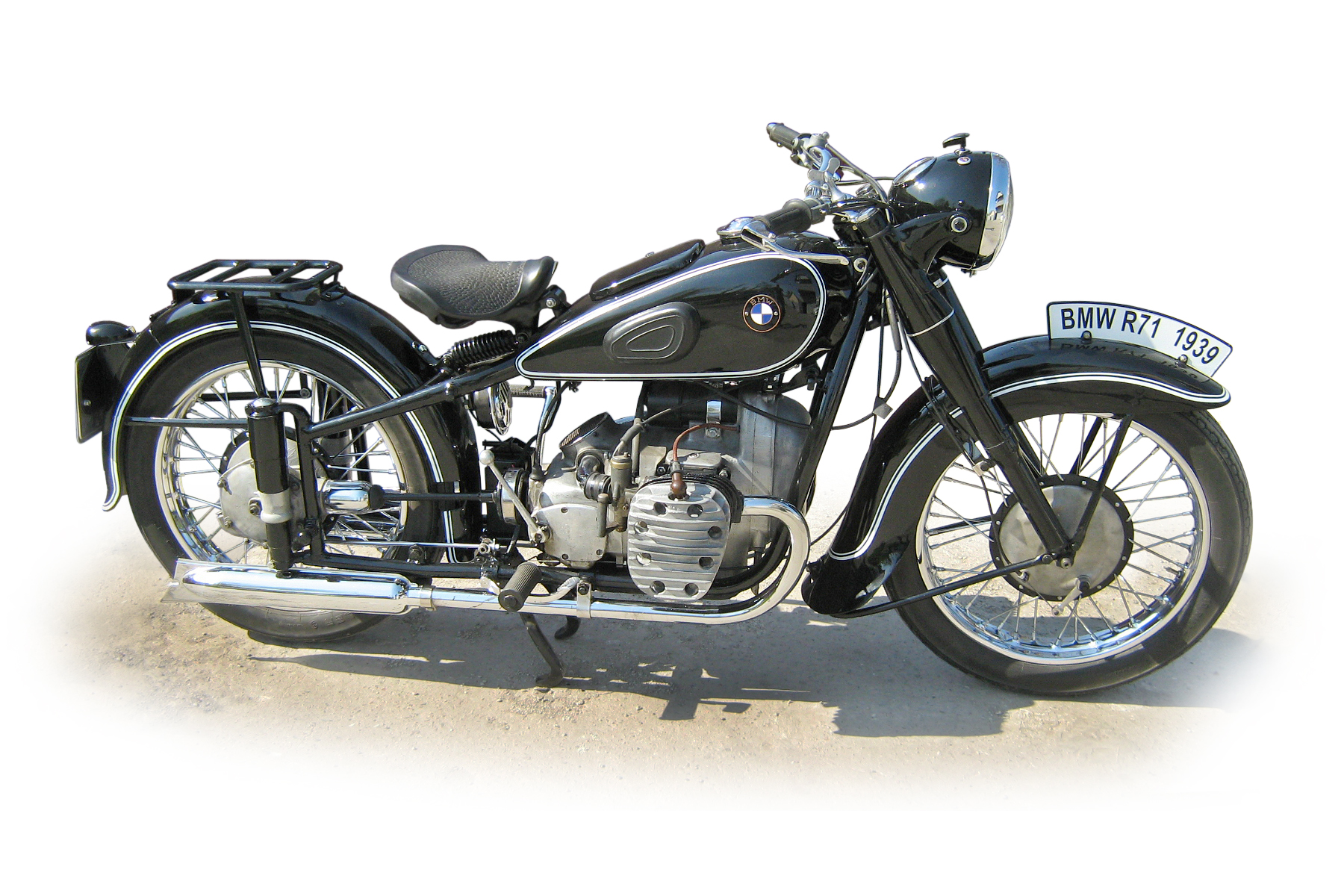
Das Vorbild: BMW R 71
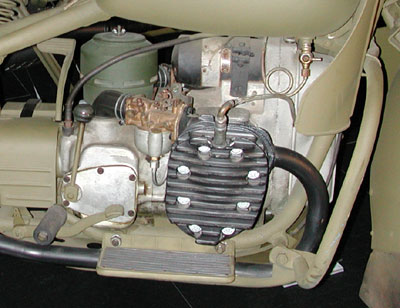
Motor der Harley-Davidson XA

### Fahrwerk
Das Vorderrad wurde von einer Springergabel geführt, das Hinterrad von einer Geradewegfederung. Der Stahlrohrrahmen war für den Beiwagenbetrieb ausgelegt.

## Technische Daten
| Harley-Davidson XA     | Harley-Davidson XA          |
| ---------------------- | --------------------------- |
| Bohrung × Hub          | 77,8 × 77,8 mm              |
| Hubraum                | 740 cm³                     |
| Verdichtungsverhältnis | 5,7 : 1                     |
| Leistung               | 23 PS (17 kW) bei 4.600/min |
| Leergewicht            | 240 kg                      |
| Höchstgeschwindigkeit  | 65 mph (ca. 100 km/h)       |
| Tankinhalt             | 15,5 Liter                  |